# Nefise Karatay

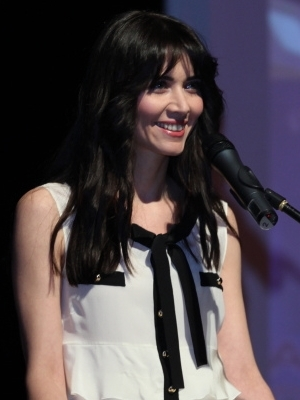
Nefise Karatay (2012)

Nefise Karatay (* 26. April 1976 in Hessen) ist eine türkische Schauspielerin, Model, Fernsehmoderatorin und Gewinnerin eines Schönheitswettbewerbs. Sie ist als Moderatorin bei CNN Türk bekannt.

## Leben und Karriere
Karatay wurde am 26. April 1976 in Hessen geboren und verbrachte dort die ersten Jahre ihres Lebens.
Ihr Debüt gab sie 1995 in der Fernsehserie Mirasyediler. 1997 nahm Karatay am Miss Turkey teil und gewann ihn. 2007 spielte sie in der Fernsehserie Tal der Wölfe – Hinterhalt. Danach spielte sie 2001 in dem Fernsehfilm İkinci Şans. 2018 trat sie in dem Film Direniş Karatay auf.
Sie war Ende der 1990er und Anfang der 2000er Jahre eines der bestbezahlten Models der Türkei.

## Privates
Karatay heiratete den Geschäftsmann Yusuf Day am 16. Juli 2012 in der Esma Sultan Yalısı. Im August 2015 brachte sie ihre Tochter Maya Day zur Welt.

## Filmografie
Filme
- 2001: İkinci Şans
- 2007: O Kadın
- 2008: Para=Dolar
- 2011: Kara Murat: Mora'nın Ateşi
- 2018: Direniş Karatay

Serien
- 1995: Mirasyediler
- 1997: Eltiler
- 1997: Number One
- 2001: Yeni Hayat
- 2001: Avcı
- 2002: Beşik Kertmesi
- 2002: Kurşun Asker
- 2004: Uy Başıma Gelenler
- 2005: Üç Kadın
- 2005: Çılgın Yuva
- 2006: Meçhule Gidenler
- 2007: Tal der Wölfe – Hinterhalt
- 2020: Bir Annenin Günahı

## Moderation

### Ehemalig
- 2009–2016: Afiş, CNN Türk